# Bayah Barat
Bayah Barat is een bestuurslaag in het regentschap Lebak van de provincie Banten, Indonesië. Bayah Barat telt 7091 inwoners (volkstelling 2010).